# Hassar orestis
Hassar orestis — вид риб з роду Hassar родини Бронякові ряду сомоподібні. Інша назва «великоокий гассар».

## Опис
Загальна довжина сягає 24,7 см. Голова велика, широка і трохи сплощена з сильно окостенілим черепом. Морда звужена. На морді є 3 пари помірно довгих вусиків. Очі великі. Звідси походить інша назва цього сома. Губи округлі, пухкі. Тулуб витягнутий, присадкуватий. Спинний плавець має 4 промені з шипом на першому. У самців перший промінь спинного плавця подовжено. Грудні плавці добре розвинені, з сильними шипами. У самиць більш округлі грудні плавці. Жировий плавець невеличкий. Анальний плавець має коротку основу, маленький. Хвостовий плавець витягнутий, розрізаний, лопаті широкі.
Спина темна (від кінця голови до хвостового плавця), боки — сріблясто-сизі. Черево має кремово-білий колір. На спинному плавці є велика темна пляма.

## Спосіб життя
Є демерсальною рибою. Воліє до прісної та чистої води. Зустрічається у водоймах з повільною течією, зокрема у притоках, болотах, серед прибережних мангрових дерев. Утворює невеличкі косяки. Веде прихований спосіб життя. Вдень ховається серед корчів та затопленої рослинності. Активний у присмерку та вночі. Живиться дрібними безхребетними та детритом.

## Розповсюдження
Мешкає у басейнах річок Оріноко, Амазонки та Ессекібо.